# Arethusana heptapotamica
Arethusana heptapotamica är en fjärilsart som beskrevs av Hermann Stauder 1924. Arethusana heptapotamica ingår i släktet Arethusana och familjen praktfjärilar. Inga underarter finns listade i Catalogue of Life.